# Stora Stavtjärnen
Stora Stavtjärnen är en sjö i Säffle kommun i Värmland och ingår i Göta älvs huvudavrinningsområde. Sjön har en area på 0,0784 kvadratkilometer och ligger 137,3 meter över havet.

## Delavrinningsområde
Stora Stavtjärnen ingår i det delavrinningsområde (658310-131984) som SMHI kallar för Inloppet i Finnsjön. Medelhöjden är 160 meter över havet och ytan är 11,44 kvadratkilometer. Det finns ett avrinningsområde uppströms, och räknas det in blir den ackumulerade arean 30,43 kvadratkilometer. Gullsjöälven (Åtorpsälven) som avvattnar avrinningsområdet har biflödesordning 4, vilket innebär att vattnet flödar genom totalt 4 vattendrag innan det når havet efter 238 kilometer. Avrinningsområdet består mestadels av skog (88 procent). Avrinningsområdet har 0,97 kvadratkilometer vattenytor vilket ger det en sjöprocent på 8,5 procent.